# حزب الحق (یمن)
حزب الحق یک حزب سیاسی اسلام‌گرای زیدی در کشور یمن است.

## تاریخچه
حزب الحق در سال ۱۹۹۰ توسط احمد الشامی در تقابل با جریان الاصلاح تأسیس شد و توانست در نخستین انتخابات پس از وحدت دو یمن در سال ۱۹۹۳ در خانهٔ نمایندگان دو کرسی به دست بیاورد. با این وجود در انتخابات ۱۹۹۷ میزان آرایش از ۰/۸ درصد به ۰/۲ درصد سقوط کرد و هر دو کرسی را از دست داد. حزب الحق در سال ۲۰۰۲ به اپوزیسیون موسوم به احزاب لقاء المشترک پیوست. با این وجود در انتخابات ۲۰۰۳ تنها ۰/۱ درصد آرا را به دست آورد و هیچ نماینده‌ای از این حزب به مجلس راه نیافت.

## بنیانگذاران
- مجدالدین مؤیدی
- بدرالدین حوثی
- محمد محمد منصور
- حمود عباس مؤید
- احمد محمد شامی
- احمد عبدالرحمن شرف‌الدین
- عبدالکریم جدبان
- محمد عزان
- حسین بدرالدین حوثی
- حسن زید (دبیر کل کنونی حزب)